# Aeroporto di Manchester
L'Aeroporto di Manchester è il principale aeroporto della città di Manchester, UK.
È stato inaugurato nel giugno del 1938. Era conosciuto inizialmente con il nome di Ringway Airport e durante la seconda guerra mondiale, con quello di RAF Ringway.
Situato tra Cheshire e Manchester nella contea metropolitana di "Greater Manchester", consiste di due piste parallele, tre terminal adiacenti ed una stazione ferroviaria. L'aeroporto è proprietà della "Manchester Airport Group".
L'Aeroporto di Manchester è il quarantacinquesimo aeroporto nel mondo a livello di passeggeri e il quarto nel Regno Unito dopo Londra Heathrow, Londra Gatwick e Londra Stansted.

## Terminal

### Terminal 1
Il Terminal 1, inaugurato nel 1962, ospita principalmente le compagnie aeree facenti parte del gruppo Star Alliance. 

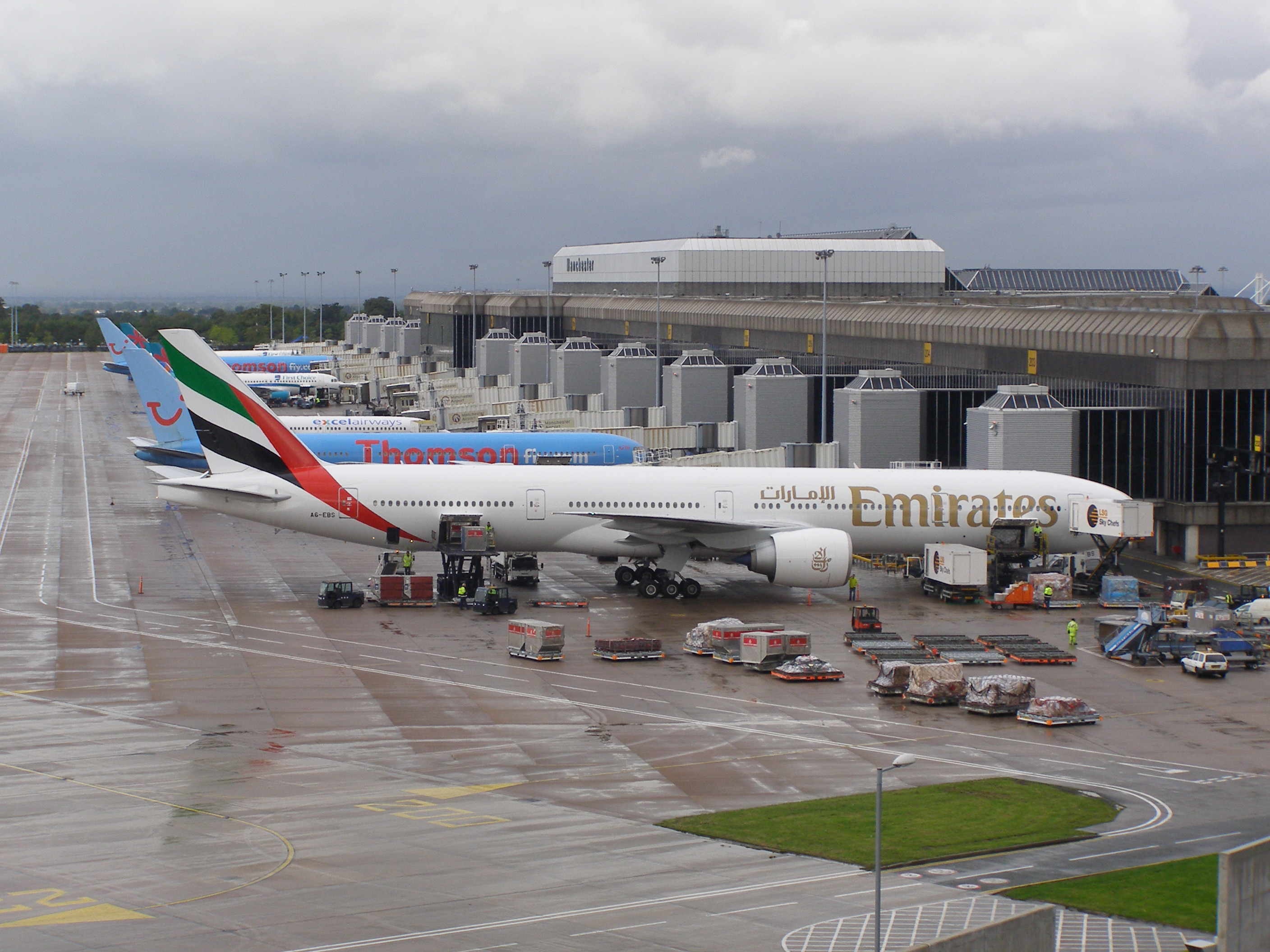
Il terminal 1.

### Terminal 2
Il Terminal 2 è dedicato alle compagnie dell'alleanza SkyTeam. Aperto nel 1993, gestisce voli sia europei sia intercontinentali.

### Terminal 3
Il Terminal 3 è adibito in gran parte ai voli domestici.